# Ежегодная техническая конференция USENIX
Ежегодная техническая конференция USENIX (USENIX Annual Technical Conference) — конференция IT-профессионалов, спонсируемая ассоциацией USENIX (главные спонсоры по состоянию на 2020-е годы — Facebook, Google, Microsoft Research). Основная техническая сессия проводится в один поток, также дополнительно проводятся сессия c учебными докладами (tutorials), сессии на более узкие темы (SIG-встречи) и неформальные встречи (BoFs).
Среди примечательных докладов — представление в 1993 году Джеймсом Гослингом проекта «Oak» (будущий язык Java), первый доклад о языке Tcl Джона Аустерхаута, объявление о запуске сети Usenet.
До 1995 года было две технических конференции USENIX в год, одна из которых проходила летом, а другая — зимой, после чего переведена в ежегодный формат. С 2021 года проводится совместно с другим ежегодным мероприятием USENIX — конференцией OSDI (англ. Operating Systems Design and Implementation).